# Franz Xaver Wolfgang Mozart – Rondos, Sonata, Polonaises, Variations
Franz Xaver Wolfgang Mozart – Rondos, Sonata, Polonaises, Variations – album solowy polskiej pianistki Katarzyny Drogosz z interpretacjami kompozycji Franza Xavera Wolfganga Mozarta (syna słynnego Wolfganga Amadeusza) zagranymi na fortepianie historycznym, wydany 27 września 2019 (wersja cyfrowa: 15 listopada 2019) przez CD Accord (nr kat. ACD 260). Nominacja do Fryderyka 2020 w kategorii «Album Roku Recital Solowy».

## Lista utworów
1. Rondo F-dur WV VII:1
2. Allegro moderato
3. Largo
4. Minuetto
5. Rondo: Allegretto
6. Rondeau F-dur op. 4
7. Nr 1 c-moll: Risoluto
8. Nr 2 a-moll: Andantino con moto
9. Nr 3 f-moll: Allegretto moderato
10. Nr 4 g-moll: Andante espressivo
11. Wariacje na temat pieśni rosyjskiej g-moll op. 20*